# Accident du Hindenburg
Pour les articles homonymes, voir Hindenburg.
Pour un article plus général, voir LZ 129 Hindenburg.
L'accident du Hindenburg est une catastrophe aérienne survenue le 6 mai 1937 à Lakehurst dans le New Jersey (États-Unis), au Hindenburg, dirigeable allemand de transport de passagers à l'hydrogène et plus grande machine volante de l'histoire.
Le Zeppelin prit feu lors de sa tentative d'amarrage sur la base aéronavale de Lakehurst (en), provoquant la mort de 36 personnes dont 35 parmi les 97 présentes à bord (36 passagers et 61 membres d'équipage) et une au sol.
Diverses théories furent avancées quant à la cause initiale de l’incendie. Celle d'un attentat, d'abord évoquée, a été jugée improbable. La plus généralement admise est une étincelle provoquée par de l'électricité statique, la haute inflammabilité de l'hydrogène ayant contribué à la propagation rapide du feu.
L'accident fit l'objet d'une couverture très importante avec notamment des films d'actualités, des photographies ainsi qu'un reportage radio sur place, diffusés dès le lendemain. Cette effervescence médiatique brisa brutalement la confiance du public dans le dirigeable géant rigide transportant des passagers et a marqué la fin brutale de l'ère des dirigeables.

## Appareil
Le dirigeable Hindenburg, conçu et construit par la société Luftschiffbau Zeppelin GmbH, était exploité par la compagnie aérienne allemande Deutsche Zeppelin-Reederei (en).
Il avait été baptisé en hommage au maréchal Paul von Hindenburg, puis président du Reich allemand de 1925 jusqu'à sa mort en 1934.
Il avait déjà effectué dix voyages entre l'Europe et les États-Unis en 1936,, dix autres étant prévus pour sa deuxième année de service commercial.
American Airlines avait signé un contrat avec les exploitants du dirigeable pour assurer un service de transport de ses passagers de la base de Lakehurst vers Newark, pour les correspondances avec les vols de la compagnie américaine.

## Déroulement du vol
Après avoir ouvert son année 1937 en effectuant un voyage aller-retour vers Rio de Janeiro fin mars, le Hindenburg quitte Francfort au soir du 3 mai. À l'exception de forts vents contraires qui ralentissent significativement sa progression, la traversée de l'Atlantique par le Hindenburg se déroule sans incident notable jusqu'à son arrivée le 6 mai.
Bien qu'il ne transporte que la moitié de sa capacité totale de passagers (36 sur 70) lors de ce vol, le Hindenburg était entièrement réservé pour son vol de retour. De nombreux passagers munis de billets pour l'Allemagne prévoyaient d'assister au couronnement du roi George VI et de la reine Elizabeth à Londres la semaine suivante d'où une certaine précipitation de l'équipage à atterrir ayant peut-être favorisé l'accident.[réf. nécessaire]

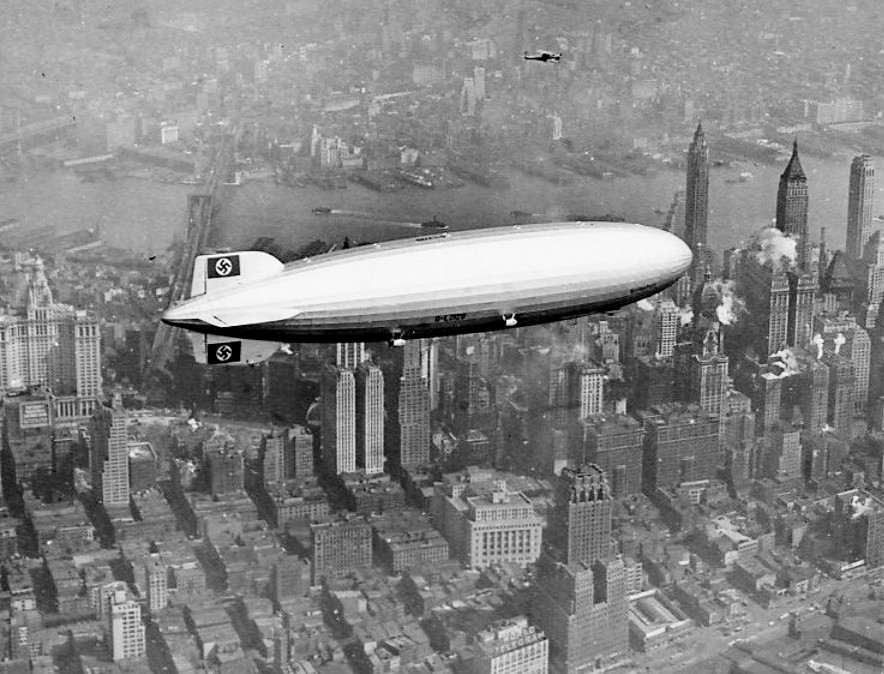
Le Hindenburg au-dessus de Manhattan, New York, le 6 mai 1937, peu avant la catastrophe

Le Hindenburg avait quelques heures de retard lorsqu'il passa Boston au matin du 6 mai, et son atterrissage à Lakehurst fut encore retardé en raison des orages l'après-midi. Informé des mauvaises conditions météorologiques, le commandant de bord Max Pruss (en) avait survolé Manhattan, provoquant un spectacle alors que les gens se précipitaient dans la rue pour apercevoir le dirigeable.
Après avoir survolé le terrain à 16 heures, le capitaine amena le dirigeable faire un tour sur le littoral du New Jersey en attendant que le temps s'améliore. Après avoir été informé à 18h22 que l'orage était passé, il se dirigea vers Lakehurst pour atterrir, avec près d'une demi-journée de retard.

### Déroulement de l'atterrissage
Vers 19h00, à une altitude de 200 mètres environ, le Hindenburg effectua son approche vers la base de Lakehurst. Il s'agissait d'un atterrissage en hauteur, car le dirigeable devait larguer ses cordes d'atterrissage et son câble d'amarrage puis être treuillé pour descendre jusqu'au mât d'amarrage. Ce type de manœuvre d'atterrissage demandait un nombre réduit de personnes au sol, mais plus de temps. Bien que ce soit une procédure courante pour les dirigeables américains, le Hindenburg n'avait effectué l'atterrissage en hauteur que peu de fois[réf. nécessaire].
À 19h09, le dirigeable effectua un virage serré à pleine vitesse à gauche, vers l'ouest, autour du terrain d'atterrissage, car l'équipe au sol n'était pas prête. À 19h11, il revint vers le terrain d'atterrissage et réduisit les gaz. Tous les moteurs tournèrent au ralenti. Le capitaine Pruss ordonna aux moteurs arrière de faire marche arrière à 19h14 alors qu'il se trouvait à une altitude de 120 mètres environ, pour tenter de freiner le dirigeable.
À 19h17, le vent changea de direction de l'est au sud-ouest et le capitaine Pruss ordonna un deuxième virage serré à tribord, traçant une trajectoire en S vers le mât d'amarrage. À 19h18, alors que le virage final progressait, Pruss ordonna plusieurs largages de lest d'eau car le dirigeable penchait vers la poupe. Les valves des cellules de gaz avant furent également actionnées[réf. nécessaire]. Comme ces mesures n'avaient pas réussi à remettre le navire en état, six hommes (dont trois seront tués dans l'accident) furent alors envoyés à la proue pour rétablir l'assiette du dirigeable.
À 19h21, alors que le Hindenburg se trouvait à une altitude de 90 mètres, les amarres furent larguées depuis la proue, celle de tribord en premier, suivie de l'amarre de bâbord, qui se trouva trop tendue à sa connexion au mât d'amarrage, alors que celle de tribord n’était pas encore connectée. Une légère pluie commença à tomber tandis que l'équipe au sol saisissait les amarres.
À 19h25, des témoins virent du tissu à l'avant de la dérive flotter, laissant penser à une possible fuite de gaz. D'autres témoins rapportèrent avoir vu une légère flamme bleue – possiblement de l'électricité statique ou un feu de Saint-Elme – quelques instants avant le départ de l'incendie, au sommet et à l'arrière du dirigeable, près du point où les flammes sont apparues. Plusieurs autres témoins oculaires suggèrent que la première flamme serait apparue juste devant l'empennage bâbord, et que cette flamme aurait été suivie par d'autres sur le dessus du Hindenburg . Un témoin du côté tribord signala un départ d'incendie plus bas et derrière le gouvernail de ce côté. À bord, les passagers entendirent une détonation étouffée et ceux qui se trouvaient à l'avant du navire ressentirent un choc lorsque le câble bâbord se tendait. Les officiers de la nacelle de contrôle pensèrent dans un premier temps que le choc avait été causé par une casse de câble.

### Accident

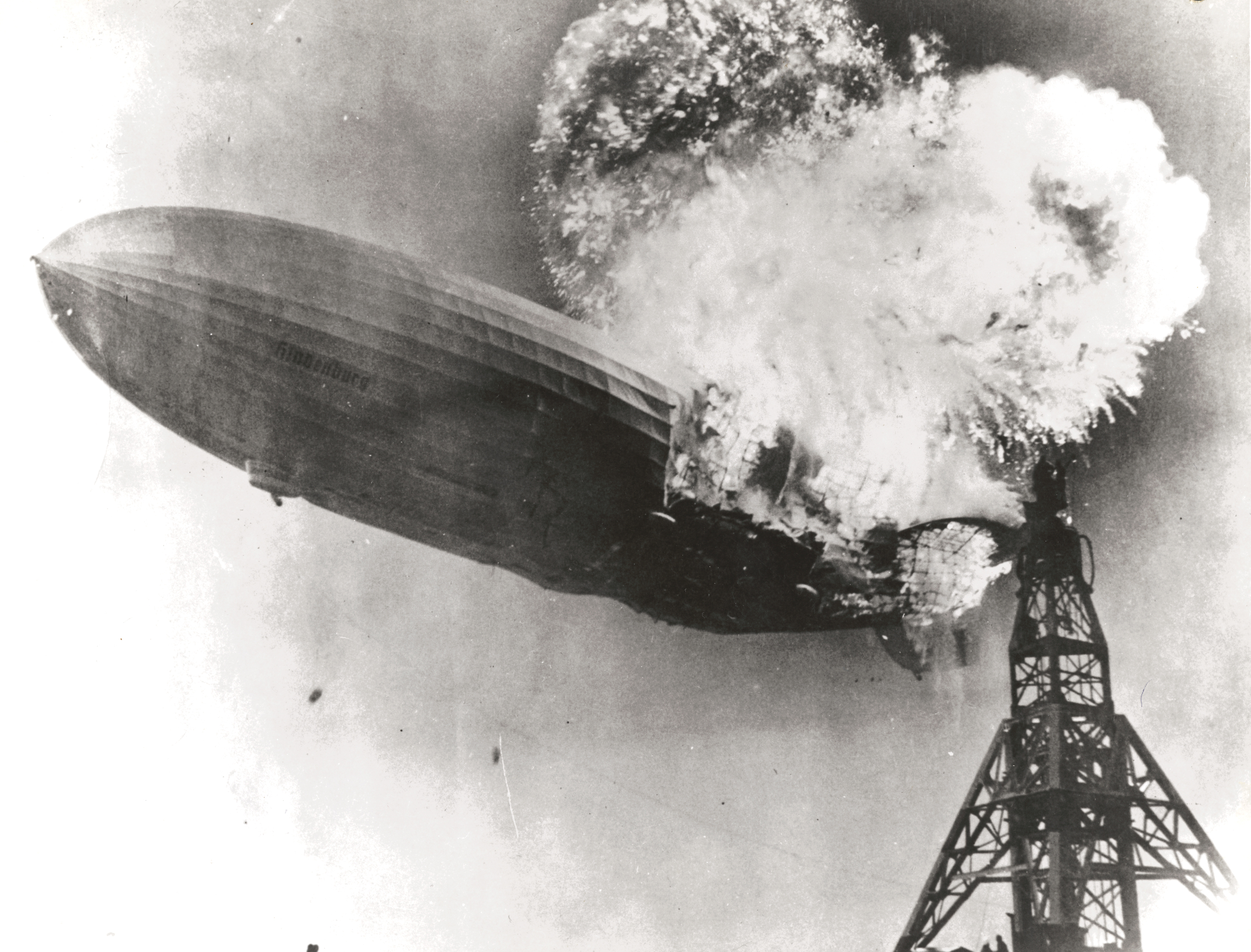
Le Hindenburg commence à tomber quelques secondes après avoir pris feu.

À 19h25, le Hindenburg prend feu et est rapidement submergé par les flammes. Les déclarations des témoins oculaires divergent quant à l'endroit où l'incendie s'est déclaré initialement ; plusieurs témoins du côté bâbord ont vu des flammes jaune-rouge jaillir d'abord devant l'aileron supérieur. D'autres témoins du côté bâbord ont expliqué que l'incendie avait commencé juste devant la dérive horizontale bâbord, suivi ensuite par des flammes devant la dérive supérieure. L'un d'eux, ayant vue sur le côté tribord, a déclaré avoir vu les flammes commencer plus bas et plus loin vers l'arrière, près de la cellule 1 derrière les gouvernails. A l'intérieur du dirigeable, le barreur Helmut Lau, qui était posté dans la dérive inférieure, a témoigné avoir entendu une détonation étouffée et avoir levé les yeux pour voir un reflet brillant sur la cloison avant de la cellule à gaz 4, qui "a soudainement disparu sous l'effet de la chaleur". Bien que l'accident ait été filmé par quatre équipes d'actualités présentes sur place et au moins un spectateur amateur, et que de nombreux photographes soient également présents sur les lieux, aucune séquence ou photographie du début de l'incendie n'est connue à l'heure actuelle. Les premières prises de vues ont débuté quelques instants après le départ des flammes, aucune caméra ne tournait au début de l'incendie. Par conséquent, l'origine exacte de l'accident n'est pas connue en raison des témoignages contradictoires sur la localisation des premières flammes.
Les flammes se sont rapidement propagées vers l'avant, consumant d'abord les cellules 1 à 9, puis l'arrière de la structure a implosé. Presque instantanément, deux réservoirs (on ne sait pas s'ils contenaient de l'eau ou du carburant) jaillirent de la coque sous le choc de l'explosion. Le dirigeable perdit rapidement sa portance à l'arrière, et la proue a basculé vers le haut tandis que l'arrière s'est brisé.

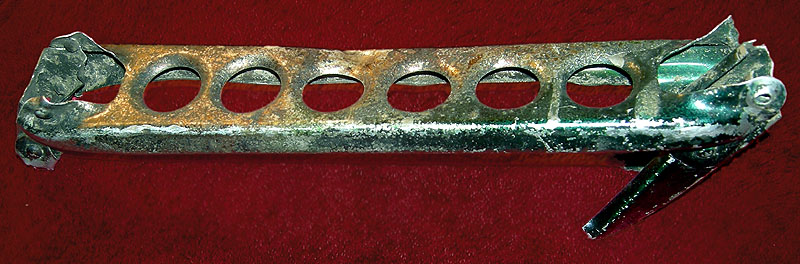
Une traverse en duralumin de 9 pouces endommagée par le feu provenant du châssis du Hindenburg récupérée en mai 1937 sur le lieu de l'accident à NAS Lakehurst, dans le New Jersey

Alors que la queue du Hindenburg s'écrase au sol, des flammes sortirent du nez de l'appareil, tuant 9 des 12 membres de l'équipage à la proue. Il y avait encore de l'hydrogène dans la partie avant du vaisseau ce qui explique que cette partie soit restée en l'air plus longtemps que la poupe. La cellule derrière les ponts passagers s'est enflammée lorsque le côté s'est effondré vers l'intérieur, et les lettres indiquant le nom du dirigeable ont été effacées par les flammes lorsque la proue est descendue. La roue de la nacelle a touché le sol provoquant un léger rebond de la proue tandis qu'une dernière cellule de gaz brûlait. À ce stade, la majeure partie du tissu extérieur s'était consumée et la proue s'est finalement écrasée au sol. L'hydrogène avait été entièrement consumé à cet instant mais les réservoirs de carburant diesel ont alimenté l'incendie pendant quelques heures supplémentaires. Le premier maître Frederick Tobin, commandant de l'équipe de débarquement de la Marine pour le dirigeable, et survivant du dirigeable militaire américain écrasé, l'USS Shenandoah, a crié le célèbre ordre « Hommes de la Marine, tenez bon ! » pour rallier avec succès son personnel afin de mener des opérations de sauvetage malgré le danger considérable des flammes.
Le temps qui s'est écoulé entre les premiers signes du désastre et l'écrasement de la proue au sol est estimé à 32, 34 ou 37 secondes. Étant donné qu'aucune des caméras d'actualités ne filmait le dirigeable lorsque l'incendie s'est déclaré, l'heure du début ne peut être estimée qu'à partir de divers témoignages oculaires et de la durée des images les plus longues de l'accident. Une analyse d' Addison Bain de la NASA donne un taux de propagation du front de flamme à travers la peau du tissu d'environ 15 mètres par seconde.
Une partie de la structure en duralumin du dirigeable sera récupérée pour la construction d'avions militaires.

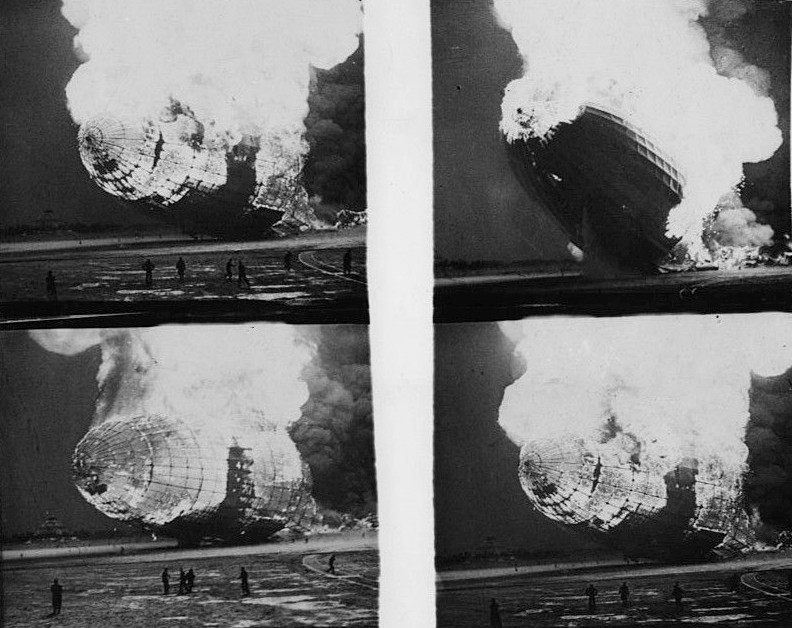
Séquence de la catastrophe du Hindenburg tirée des actualités Pathé, montrant la proue s'approchant du sol.

### Couverture médiatique de l'événement
La catastrophe a été bien documentée. La forte promotion autour du premier vol transatlantique de passagers de l'année en Zeppelin vers les États-Unis avait attiré un grand nombre de journalistes. La presse était donc présente lors de l'explosion du dirigeable, ce qui a permis de couvrir l'événement, avec des reportages cinématographiques et des photographies, ainsi que le rapport de témoin oculaire d'Herbert Morrison pour la station de radio WLS à Chicago, un rapport qui a été diffusé le lendemain.
Les émissions radiophoniques n'étaient pas systématiquement enregistrées à l'époque, mais un ingénieur du son et Morrison avaient choisi l'arrivée du Hindenburg pour expérimenter l'enregistrement en vue d'une diffusion différée et ainsi le récit de la catastrophe par Morrison a été préservé. Des extraits de l'émission de Morrison ont ensuite été doublés sur des images d'actualités.

« It's practically standing still now they've dropped ropes out of the nose of the ship; and (uh) they've been taken ahold of down on the field by a number of men. It's starting to rain again; it's... the rain had (uh) slacked up a little bit. The back motors of the ship are just holding it (uh) just enough to keep it from...It's burst into flames! It burst into flames and it's falling, it's crashing! Watch it; watch it, folks get out of the way; Get out of the way; Get this, Charlie; get this, Charlie! It's fire... and it's crashing! It's crashing terrible! Oh, my! Get out of the way, please! It's burning and bursting into flames and the... and it's falling on the mooring mast and all the folks between it. This is terrible; this is one of the worst of the worst catastrophes in the world. Oh it's... [unintelligible] its flames... Crashing, oh! Oh, four or five hundred feet into the sky, and it's a terrific crash, ladies and gentlemen. There's smoke, and there's flames, now, and the frame is crashing to the ground, not quite to the mooring mast. Oh, the humanity, and all the passengers screaming around here! I told you; it – I can't even talk to people, their friends are on there! Ah! It's... it... it's a... ah! I... I can't talk, ladies and gentlemen. Honest: it's just laying there, a mass of smoking wreckage. Ah! And everybody can hardly breathe and talk and the screaming. I... I... I'm sorry. Honest: I... I can hardly breathe. I... I'm going to step inside, where I cannot see it. Charlie, that's terrible. Ah, ah... I can't. Listen, folks; I... I'm gonna have to stop for a minute because I've lost my voice. This is the worst thing I've ever witnessed. »

— Herbert Morrison
Les images d'actualités ont été tournées par quatre équipes de caméras d'actualités : British Pathé, Fox Movietone News, Hearst News of the Day et Paramount News. Lorsque l'incendie s'est déclaré, il n'a pas eu le temps de mettre l'appareil photo sur son œil et a pris la photo « à la hanche ». Un film amateur fut également tourné et fut retrouvé en 2014.

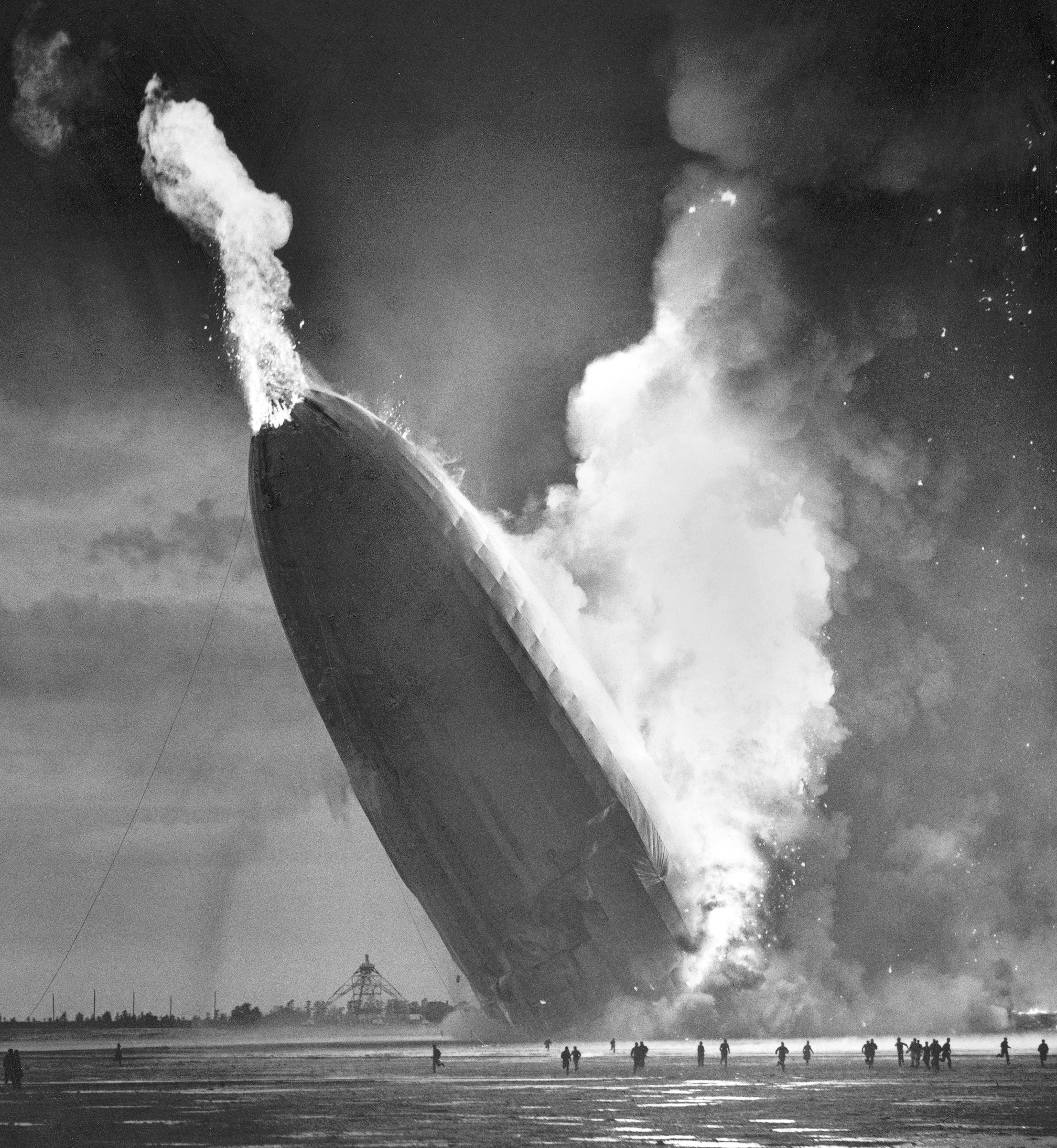
Le feu ressort par le nez du Hindenburg, photographié par Murray Becker.

Murray Becker a photographié l'incendie qui a submergé le dirigeable alors qu'il était encore sur la quille. En plus des photographes professionnels, des spectateurs ont également photographié l'accident. Ils étaient postés dans la zone des spectateurs près du Hangar no 1 et avaient une vue latérale arrière du dirigeable contrairement aux journalistes. Le courtier en douane Arthur Cofod Jr. et Foo Chu, âgé de 16 ans, possédaient tous deux des appareils photo Leica avec des pellicules à haute vitesse, leur permettant de prendre un plus grand nombre de photos que la presse.

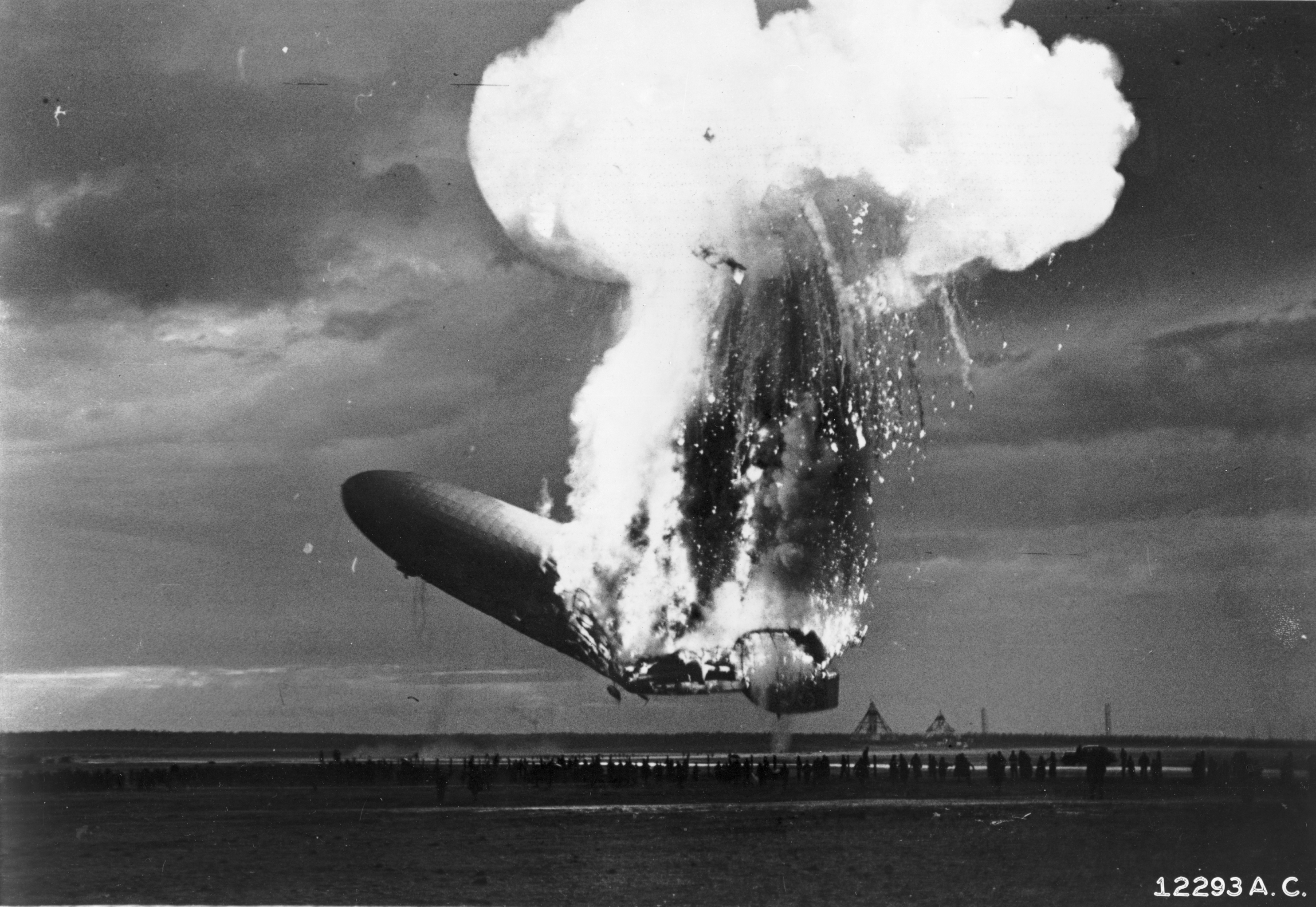
Photographie d'Arthur Cofod Jr.

Les actualités et les photographies, ainsi que les reportages passionnés de Morrison, ont brisé la confiance du public et de l'industrie dans les dirigeables et ont marqué la fin des dirigeables géants transportant des passagers. L'arrivée du transport aérien international de passagers et de Pan American Airlines a également contribué au déclin des Zeppelins. Les avions traversaient régulièrement l'Atlantique et le Pacifique à une vitesse bien supérieure à celle de 130 km/h du Hindenburg.
Contrairement à la couverture médiatique aux États-Unis, la couverture médiatique de la catastrophe en Allemagne a été plus modérée. Bien que certaines photographies de la catastrophe aient été publiées dans les journaux, les images d'actualités n'ont été diffusées qu'après la Seconde Guerre mondiale. Les victimes allemandes eurent des funérailles nationales, et les mouvements populaires visant à financer la construction de zeppelins furent expressément interdits par le gouvernement nazi.
Il y avait eu une série d'autres accidents de dirigeables avant l'incendie du Hindenburg ; beaucoup avaient été causés par le mauvais temps. Les promotions de la compagnie Zeppelin avaient mis en évidence le fait qu'aucun passager n'avait été blessé à bord d'aucun de ses dirigeables.

### Décès
Le bilan total fut de 35 décès parmi les 97 personnes à bord, dont 13 des 36 passagers et 22 des 61 membres d'équipage. Un grand nombre des survivants furent grièvement brûlés. Parmi les morts se trouvait également un membre de l'équipage au sol, l'agent de ligne civil Allen Hagaman. Dix passagers  et 16 membres d’équipage  sont morts dans l’accident même. La majorité des victimes ont été brûlées vives, d'autres sont mortes en sautant du dirigeable à une hauteur trop élevée, à cause de l'inhalation de fumée ou dû à la chute de débris. Six autres membres de l'équipage, trois passagers ainsi qu'un agent de l'équipage au sol ayant été touché par la chute de la proue du dirigeable (Allen Hagaman) sont décédés dans les heures ou les jours suivants en raison de leurs blessures, principalement des brûlures.
La majorité des membres de l'équipage qui ont péri se trouvaient à l'intérieur de la coque du dirigeable où ils n'avaient pas d'issue de secours ou se trouvaient près de la proue qui est restée en feu dans les airs trop longtemps pour que la plupart d'entre eux puissent échapper à la mort. La plupart des membres de l'équipage à la proue ont péri dans l'incendie, un film montre néanmoins l'un d'eux tomber de la proue. La plupart des passagers décédés étaient coincés dans la partie tribord du pont passagers. Non seulement le vent poussait le feu vers le côté tribord, mais le navire roulait également légèrement vers tribord en s'écrasant sur le sol, une grande partie de la coque supérieure de cette partie du navire s'effondrant à l'extérieur des fenêtres d'observation de tribord, coupant ainsi la fuite de nombreux passagers de ce côté. Enfin, la porte coulissante reliant la zone passagers tribord au hall central et aux escaliers de la passerelle (par lesquels les sauveteurs ont conduit un certain nombre de passagers en sécurité) se sont bloqués lors de l'accident, piégeant les passagers du côté tribord. Certains ont cependant réussi à s’échapper des ponts passagers tribord. Presque tous les passagers du côté bâbord du navire ont survécu à l'incendie, certains d'entre eux s'en sortant pratiquement indemnes. Bien qu'il s'agisse de la catastrophe du dirigeable la plus connue en raison de la couverture médiatique, elle ne fut pas la plus meurtrière de l'histoire. L'accident du dirigeable USS Akron (gonflé à l'helium) le 4 avril 1933 tua 73 personnes sur les 76 personnes à bord.
Werner Franz, le mousse de 14 ans, fut d'abord abasourdi en réalisant que le dirigeable était en proie aux flammes, mais lorsqu'un réservoir d'eau au-dessus de lui s'ouvrit, éteignant le feu autour de lui, il fut poussé à agir. Il se dirigea vers une trappe voisine et la traversa juste au moment où la partie avant du navire rebondissait dans les airs. Il commença à courir vers le côté tribord, mais s'arrêta, se retourna et courut dans l'autre sens car le vent poussait les flammes dans cette direction. Il s'en est sorti sans blessure et était le dernier membre d'équipage survivant lors de son décès en 2014. Le dernier passager survivant était  Werner G. Doehner, il décède le 8 novembre 2019. Au moment de la catastrophe, Doehner avait huit ans et était en vacances avec sa famille. Il a rappelé plus tard que sa mère l'avait jeté hors du navire avec son frère et avait sauté après eux, les trois survécurent mais le père fut tué dans l'incendie, sa sœur qui refusa de sauter du vaisseau fut gravement brûlée et mourut le lendemain de ses blessures.
Lorsque la nacelle de contrôle s'est écrasée au sol, la plupart des officiers ont sauté par les fenêtres, mais ont été séparés. Le premier officier, le capitaine Albert Sammt, a vu le capitaine Max Pruss essayant de rentrer dans l'épave pour chercher des survivants. Pruss a été gravement brûlé au visage, fût hospitalisé pendant des mois et dû subir une chirurgie reconstructive.
Ernst Lehmann subit des brûlures à la tête et aux bras ainsi que de très graves brûlures sur la majeure partie du dos. Il mourra dans un hôpital proche le lendemain de ses blessures.
Lorsque le passager Joseph Späh, un acrobate de vaudeville présenté comme Ben Dova, vit le premier signe de problème, il brisa la fenêtre avec sa caméra avec laquelle il filmait l'atterrissage. Alors que le dirigeable s'approchait du sol, il se laissa tomber par la fenêtre et s'accrocha au rebord de la fenêtre, lâchant prise lorsque le navire à environ 6 mètres au-dessus du sol. Il a gardé ses jambes sous le corps et a tenté d'effectuer une roulade de sécurité lors de sa chute. Il s'est blessé à la cheville et s'est éloigné en rampant, hébété, lorsqu'un membre de l'équipe au sol est arrivé, l'a passé sous un bras et l'a fait sortir des flammes.
Des douze membres d'équipage présents à la proue du dirigeable au moment de l'incendie, seuls trois ont survécu. Parmi eux, quatre se tenaient sur la plateforme d'amarrage à l'extrémité de la proue à partir de laquelle les câbles d'atterrissage les plus avancés et le câble d'amarrage en acier étaient libérés, et qui se trouvait directement à l'extrémité avant de la passerelle axiale et juste devant la cellule à gaz no 16. Les autres se tenaient soit le long de la passerelle inférieure de la quille, devant la nacelle de contrôle, soit sur des plates-formes à côté de l'escalier menant à la courbe de la proue jusqu'à la plate-forme d'amarrage. Pendant l'incendie, la proue fut suspendue dans l'air à un angle de 45 degrés et les flammes se sont propagées vers l'avant à travers la passerelle axiale, traversant la proue (ainsi que les cellules à gaz) comme un chalumeau. Les trois hommes de la partie avant qui ont survécu (l'ascensoriste Kurt Bauer, le cuisinier Alfred Grözinger et l'électricien Josef Leibrecht) étaient ceux qui se trouvaient le plus à l'arrière de la proue, et deux d'entre eux (Bauer et Grözinger) se trouvaient par hasard près de deux grandes bouches d'aération, à travers lesquelles l'air fut aspiré par le feu. Aucun de ces hommes ne fut grièvement brûlé. La plupart des hommes qui se tenaient le long de l'escalier de proue tombèrent à l'arrière dans les flammes ou tentèrent d'évacuer alors qu'ils étaient encore trop haut. Trois des quatre hommes qui se trouvaient sur le banc d'amarrage à l'extrémité de la proue sont sortis vivants du dirigeable, ils décèderont tous cependant dans les heures suivantes. Erich Spehl (gréeur) est décédé peu de temps après à l'infirmerie de la base aérienne, les deux autres (le barreur Alfred Bernhard ainsi que l'apprenti Ludwig Felber) sont décédés dans des hôpitaux proches du lieu de l'accident durant la nuit même ou le lendemain matin.
L'hydrogène du Hindenburg a brûlé en environ une minute trente.

## Cause de l'accident

### Hypothèse du sabotage
Le sabotage fut en premier temps avancé comme cause de l'incendie, d'abord par Hugo Eckener, ancien patron de la compagnie Zeppelin. Dans les premiers rapports, avant d'inspecter l'accident, Eckener a mentionné la possibilité d'un coup de feu à balles traçantes comme cause du désastre, en raison notamment de lettres de menaces reçues, mais n'a pas exclu d'autres causes. Eckener a plus tard publiquement approuvé l’hypothèse de l’étincelle statique. Lors d'une tournée de conférences en Autriche, il a été réveillé vers 2h30 du matin (vers 13 h 00 à Lakehurst) par la sonnerie du téléphone. C'est un représentant berlinois du New York Times qui lui a annoncé que le Hindenburg « a explosé hier soir à 19 heures au-dessus de l'aérodrome de Lakehurst ». Au moment où il quitta l'hôtel le lendemain matin pour se rendre à Berlin pour une conférence de presse sur la catastrophe, la seule réponse qu'il eut aux journalistes était que, d'après ce qu'il savait, le Hindenburg avait « explosé au-dessus de l'aérodrome » ; un sabotage était peut-être une possibilité. Cependant, à mesure qu'il en apprenait davantage sur la catastrophe, en particulier sur le fait que le dirigeable avait brûlé plutôt que d'avoir réellement « explosé », il fut de plus en plus convaincu qu'une décharge statique était plus probable qu'un sabotage comme cause de la catastrophe.
Charles Rosendahl, commandant de la base aéronavale de Lakehurst et responsable général à terre de la manœuvre d'atterrissage du Hindenburg, crût à l'hypothèse du sabotage. Il a exposé un cas général de sabotage dans son livre Et le dirigeable ? (1938).
Max Pruss, capitaine du Hindenburg tout au long de la carrière du dirigeable fut également l'un des partisans de cette hypothèse. Il a participé à presque tous les vols du Graf Zeppelin de 1928 jusqu'au lancement du Hindenburg en 1936. Dans une interview réalisée en 1960 pour le Bureau de recherche sur l'histoire orale de l'Université de Columbia, Pruss a déclaré que les premiers voyages en dirigeable étaient sûrs et qu'il croyait donc fermement à un sabotage. Il a déclaré que lors de voyages en Amérique du Sud, les deux dirigeables ont traversé des orages et ont été frappés par la foudre et sont restés indemnes.
Les membres de l'équipage refusaient de croire que l'un d'eux aurait pu commettre un acte de sabotage, insistant sur le fait que seul un passager aurait pu détruire le dirigeable. L'un des suspects privilégiés par le commandant Rosendahl, le capitaine Pruss et d'autres membres de l'équipage du Hindenburg, était le passager Joseph Späh, un acrobate allemand qui a survécu à l'incendie. Il a amené avec lui un chien, un berger allemand nommé Ulla, comme surprise pour ses enfants qui décèdera dans l'incendie. Ceux qui soupçonnaient Späh fondaient leurs soupçons principalement sur ses visites à l'intérieur du navire pour nourrir son chien, sur le fait que, selon certains stewards, Späh avait raconté des blagues antinazies pendant le vol et qu'il semblait agité par les retards répétés à l'atterrissage, et sur le fait que de par sa profession il aurait pu grimper au sein du Hindenburg pour déposer des explosifs.
AA Hoehling dans son ouvrage Qui a détruit le Hindenburg ? a rejeté toutes les hypothèses sauf celle du sabotage, il a désigné un membre de l'équipage comme suspect : Erich Spehl, un gréeur décédé des suites de ses brûlures à l'infirmerie. Dix ans plus tard, le livre de Michael MacDonald Mooney, The Hindenburg, qui s'appuyait largement sur cette hypothèse, identifiait également Spehl comme un saboteur potentiel ; ce livre a été adapté au cinéma dans le film L'Odyssée du Hindenburg (1975) de Robert Wise, un récit en grande partie romancé du dernier vol du Zeppelin. Les producteurs du film ont été poursuivis par Hoehling pour plagiat, mais l'affaire de Hoehling a été rejetée parce qu'il avait présenté son hypothèse comme un fait historique.
Hoehling a affirmé ce qui suit :
- La petite amie de Spehl avait des convictions communistes et des liens antinazis.
- L'origine de l'incendie se trouvait près de la passerelle traversant la cellule à gaz 4, une zone du navire généralement interdite à toute personne autre que Spehl et ses collègues gréeurs.
- Hoehling affirme que le chef intendant Heinrich Kubis lui a dit que le chef gréeur Ludwig Knorr avait remarqué les dommages de la cellule 4 peu avant la catastrophe.
- Des rumeurs circulaient selon lesquelles la Gestapo avait enquêté sur l'implication possible de Spehl en 1938.
- L'intérêt de Spehl pour la photographie amateur l'a familiarisé avec les flashs qui auraient pu servir d'allumeur.
- La découverte par des représentants de l'équipe de déminage du département de police de New York (NYPD) d'une substance qui s'est avérée plus tard être probablement « le résidu insoluble de l'élément dépolarisant d'une petite pile sèche ». (Hoehling a postulé qu'une pile sèche aurait pu alimenter une ampoule flash dans un dispositif incendiaire.)
- Découverte par des agents du Federal Bureau of Investigation (FBI) d'une substance jaune sur le bouchon de valve du dirigeable entre les cellules 4 et 5 où l'incendie a été signalé pour la première fois. Bien qu'initialement soupçonné d'être du soufre, qui peut enflammer l'hydrogène, il a été déterminé plus tard que le résidu provenait en fait d'un extincteur.
- Un éclair ou un reflet brillant dans la cellule de gaz 4, que les membres de l'équipage près de la dérive inférieure avaient vu juste avant l'incendie.

L'hypothèse de Hoehling poursuit en disant qu'il est probable que Spehl ait voulu que le dirigeable brûle après l'atterrissage. Cependant, le dirigeable ayant déjà plus de 12 heures de retard, Spehl n'a pu trouver d'excuse pour réinitialiser le chronomètre de sa bombe.
Il fut aussi suggéré que Hitler aurait ordonné la destruction du Hindenburg en représailles aux opinions antinazies d'Eckener.
Depuis la publication du livre de Hoehling, la plupart des historiens des dirigeables, y compris Douglas Robinson, ont rejeté l'hypothèse du sabotage de Hoehling car aucune preuve solide n'a jamais été présentée. De plus, il est peu probable que Rigger Knorr ne reste pas dans la cellule 4 pour évaluer davantage les prétendus dommages réclamés par Kubis. Dans une interview accordée à l'émission télévisée Secrets & Mysteries, Hoehling lui-même a affirmé qu'il s'agissait seulement de sa théorie et a également suggéré qu'un court-circuit pourrait être une autre cause potentielle de l'incendie. De plus, le livre de Mooney a été critiqué pour avoir de nombreux éléments fictifs et des erreurs factuelles, et il a été suggéré que l'intrigue avait été créée pour le film de 1975 qui devait sortir à l'époque. Bien que Mooney affirme que trois officiers de la Luftwaffe étaient à bord pour enquêter sur une éventuelle menace à la bombe, rien ne prouve qu'ils étaient à bord pour le faire, et des observateurs militaires étaient présents lors des vols précédents pour étudier les techniques de navigation et les pratiques de prévision météorologique de l'équipage du dirigeable.
Cependant, les opposants à l'hypothèse du sabotage ont fait valoir que seules des spéculations soutenaient le sabotage comme cause de l'incendie, et aucune preuve crédible de sabotage n'a été produite lors d'aucune des audiences officielles. Erich Spehl est mort dans l'incendie et n'a donc pas pu réfuter les accusations qui ont fait surface un quart de siècle plus tard. Le FBI a enquêté sur Joseph Späh et n'a trouvé aucune preuve d'un quelconque lien entre lui et un complot de sabotage.
Les enquêtes n’ont confirmé aucun sabotage. Certains partisans de cette hypothèse soutiennent que la découverte d'un sabotage aurait été un embarras pour le régime nazi, ils spéculent qu'une découverte de l'enquête allemande aurait été étouffée pour des raisons politiques. Cependant, il a également été suggéré que de nombreux membres d'équipage ont souscrit à cette hypothèse parce qu'ils refusaient d'accepter les défauts du dirigeable ou les erreurs de pilotage.
Certains journaux ont affirmé qu'un pistolet Luger avait été retrouvé parmi les débris et ont émis l'hypothèse qu'une personne à bord s'était suicidée ou aurait tiré sur le dirigeable. Il n'existe aucune preuve ni de rapport officiel confirmant la présence d'un pistolet à bord. Avant d'inspecter lui-même les lieux, Eckener a évoqué la possibilité d'un coup de feu comme cause du désastre. Lors de l'enquête allemande, Eckener a écarté une tentative de tir. – parmi de nombreuses possibilités – comme cause hautement improbable.

### Hypothèse de l'électricité statique
Hugo Eckener a soutenu que l'incendie avait été déclenché par une étincelle provoquée par une accumulation d'électricité statique sur le dirigeable.
Les partisans de l'hypothèse de l'étincelle liée à l'électricité statique soulignent que la surface du Hindenburg n'a pas été construite de manière à permettre à sa charge d'être répartie uniformément dans tout l'appareil. La surface extérieure était séparée du cadre par des cordons de ramie non conducteurs recouverts de métal pour améliorer la conductivité, permettant ainsi la formation d'une grande différence de potentiel entre la surface et le cadre.
Afin de rattraper le retard de plus de 12 heures de son vol, le Hindenburg a traversé un front météorologique à forte humidité et à forte charge électrique. Bien que les lignes d'amarrage n'étaient pas mouillées lorsqu'elles ont touché le sol pour la première fois et que l'allumage a eu lieu quatre minutes plus tard, Eckener a émis l'hypothèse qu'elles auraient pu être mouillées au cours de ces quatre minutes. Lorsque les cordes reliées au cadre étaient mouillées, elles auraient mis le cadre à la terre mais pas la peau. Cela aurait provoqué une différence de potentiel soudaine entre la surface et le cadre et aurait déclenché une décharge électrique. – une étincelle.
L'historien du Zeppelin Douglas Robinson a commenté que bien que l'inflammation de l'hydrogène libre par décharge statique soit devenue une hypothèse privilégiée, aucune décharge de ce type n'a été observée par aucun des témoins qui ont témoigné lors de l'enquête officielle sur l'accident en 1937 :

« But within the past year, I have located an observer, Professor Mark Heald of Princeton, New Jersey, who undoubtedly saw St. Elmo's Fire flickering along the airship's back a good minute before the fire broke out. Standing outside the main gate to the Naval Air Station, he watched, together with his wife and son, as the Zeppelin approached the mast and dropped her bow lines. A minute thereafter, by Mr. Heald's estimation, he first noticed a dim "blue flame" flickering along the backbone girder about one-quarter the length abaft the bow to the tail. There was time for him to remark to his wife, "Oh, heavens, the thing is afire," for her to reply, "Where?" and for him to answer, "Up along the top ridge" – before there was a big burst of flaming hydrogen from a point he estimated to be about one-third the ship's length from the stern. »

Contrairement à d'autres témoins de l'incendie dont la vue du côté bâbord du dirigeable avait la lumière du soleil couchant derrière l'appareil, la vue du professeur Heald du côté tribord sur fond de ciel assombri aurait rendu la lumière bleue d'une décharge statique sur le dessus du dirigeable plus visible.
Harold G. Dick observe dans son livre :

« There are two items not in common knowledge. When the outer cover of the LZ 130 [the Graf Zeppelin II] was to be applied, the lacing cord was prestretched and run through dope as before but the dope for the LZ 130 contained graphite to make it conductive. This would hardly have been necessary if the static discharge hypothesis were mere cover-up. The use of graphite dope was not publicized and I doubt if its use was widely known at the Luftschiffbau Zeppelin. »

Ludwig Durr et les autres ingénieurs de Luftschiffbau Zeppelin ont pris au sérieux l'hypothèse de la décharge statique et ont considéré l'isolation du tissu du cadre comme un défaut de conception du Hindenburg . L'enquête allemande a conclu que l'isolation du revêtement extérieur avait provoqué la projection d'une étincelle sur un morceau de métal voisin, conduisant à l'embrasement de l'hydrogène. Lors d'expérience en utilisant le revêtement extérieur et un allumage statique, l'hydrogène a pu être enflammé, mais avec le revêtement du LZ 127 Graf Zeppelin, rien ne s'est produit. Ces découvertes ont été dissimulées, probablement pour éviter l'embarras d'un tel défaut d'ingénierie.

## Le combustible initial
Les analyses actuelles supposent que l'incendie est dû à l'électricité. Il existe encore une controverse sur le fait de savoir si le tissu du dirigeable, ou l'hydrogène utilisé pour la flottabilité, était le combustible initial de l'incendie qui en a résulté.

### Hypothèse de l'étincelle statique
La théorie selon laquelle l'hydrogène a été enflammé par une étincelle issue de l'électricité statique est la théorie la plus largement acceptée. L'hypothèse selon laquelle il y a eu une sorte de fuite d'hydrogène avant l'incendie est corroborée par le fait que l'arrière du dirigeable est resté lourd avant l'atterrissage, malgré les efforts déployés pour le remettre en état. Cela pourrait avoir été causé par une fuite de gaz, qui a commencé à se mélanger à l'air, créant potentiellement une forme d'oxhydrogène et remplissant l'espace entre la peau et les cellules. Un membre de l'équipe au sol a rapporté avoir vu la couverture en tissu du côté supérieur bâbord du dirigeable flotter, « comme si du gaz montait et s'échappait » de la cellule. Il a déclaré que le feu avait commencé à cet endroit, mais qu'aucun autre trouble ne s'était produit au moment où le tissu flottait. Un autre homme au sommet du mât d'amarrage avait également signalé avoir vu un flottement dans le tissu. Les images qui montrent le feu brûlant le long de lignes droites coïncidant avec les limites des cellules de gaz suggèrent que le feu ne brûlait pas le long de la peau, qui était continue.
Deux théories principales ont été émises quant à la façon dont le gaz aurait pu fuir. Eckener pensait qu'un fil de renfort cassé aurait pu déchirer une cellule à gaz, tandis que d'autres suggèrent qu'une vanne de gaz était restée ouverte et que le gaz de la cellule 4 s'était échappé. Cependant, aucune autre défaillance de vanne n'a été signalée au cours du vol du navire et, lors de l'approche finale, il n'y avait aucune indication dans les instruments qu'une vanne était restée bloquée en position ouverte.

### Hypothèse de la peinture incendiaire
La théorie de la peinture incendiaire (IPT) fut proposée en 1996 par Addison Bain, affirmant que le composé dopant du dirigeable était la cause de l'incendie et que le Hindenburg aurait brûlé même s'il avait été rempli d'hélium. L'hypothèse se limite à la source d'inflammation et à la propagation du front de flamme, et non à la source de la majeure partie des matériaux en combustion, car une fois que l'incendie a commencé et s'est propagé, l'hydrogène a clairement dû brûler.
Les partisans de cette hypothèse soutiennent que les revêtements du tissu contenaient à la fois de l'oxyde de fer et de l'acétate-butyrate de cellulose imprégné d'aluminium, qui restent potentiellement réactifs même après durcissement complet. L'oxyde de fer et l'aluminium peuvent être utilisés comme composants du carburant solide pour fusée ou de la thermite. Par exemple, le propulseur du propulseur à propergol solide de la navette spatiale comprenait à la fois « de l'aluminium (carburant, 16 %), de l'oxyde de fer (un catalyseur, 0,4 %) ».
Bain a reçu la permission du gouvernement allemand de rechercher dans ses archives et a découvert des preuves selon lesquelles, pendant le régime nazi, les scientifiques allemands avaient conclu que la drogue présente sur la peau en tissu du Hindenburg était la cause de l'incendie. Bain a interviewé l'épouse du scientifique en chef de l'enquête, Max Dieckmann, et elle a déclaré que son mari lui avait parlé de la conclusion et lui avait demandé de n'en parler à personne, probablement parce que cela aurait embarrassé le gouvernement nazi. De plus, Dieckmann a conclu que c'était la faible conductivité, et non l'inflammabilité du composé dopant, qui conduisait à l'inflammation de l'hydrogène.

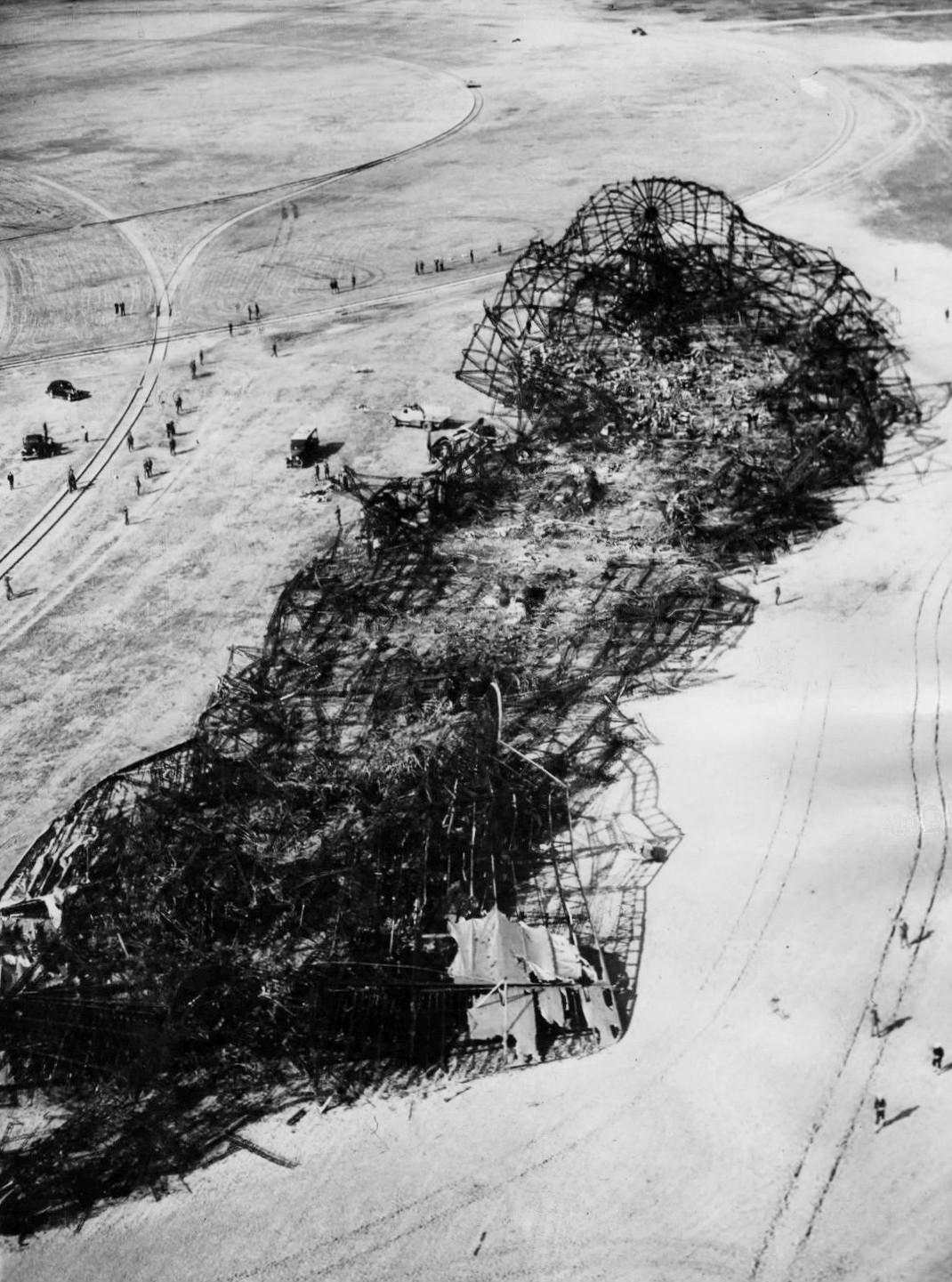
L'épave du Hindenburg le matin après le crash. Il reste du tissu sur les nageoires caudales.

## Taux de propagation de la flamme

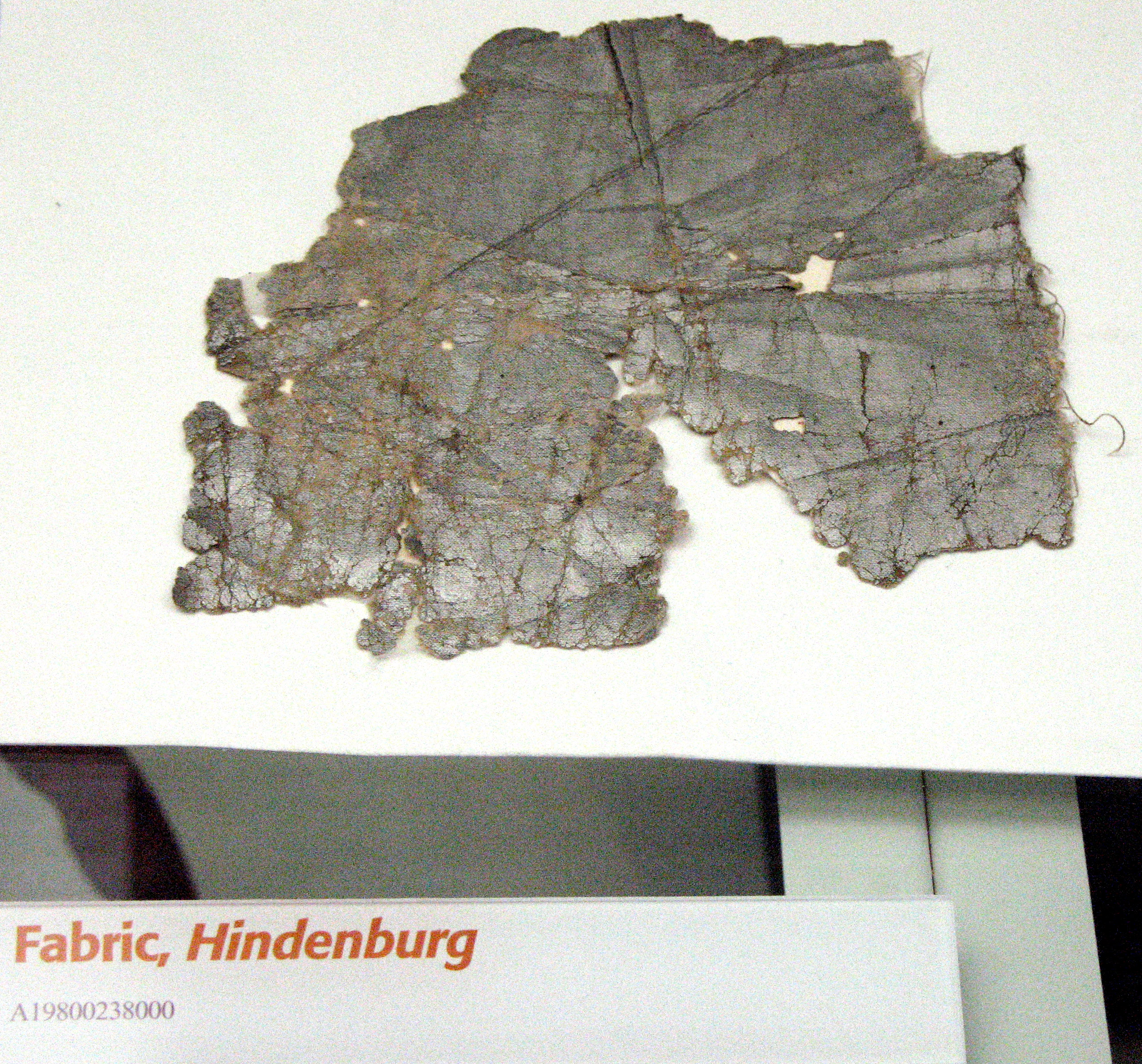
Le tissu du Hindenburg, conservé au Steven F. Udvar-Hazy Center.

Quelle que soit la source d'inflammation ou même le combustible initial, la raison de sa propagation rapide perdure, le débat étant à nouveau concentré sur le revêtement en tissu du dirigeable et l'hydrogène utilisé pour la portance.
Les partisans de la théorie de la peinture incendiaire et de l’hypothèse de l’hydrogène s’accordent à dire que les revêtements en tissu ont probablement été responsables de la rapide propagation de l’incendie. La combustion de l’hydrogène n’est généralement pas visible à l’œil nu de jour, la majeure partie de son rayonnement se situant dans les ultraviolets. Cependant, les pellicules noir et blanc étaient plus sensibles que l'oeil humain notamment dans les ultraviolets et les infrarouges. Alors que l’hydrogène a tendance à brûler de manière invisible, les matériaux qui l’entourent, s’ils sont combustibles, changeraient la couleur du feu.
Les films montrent le feu se propageant vers le bas tout le long du dirigeable. Bien que les incendies aient généralement tendance à brûler vers le haut y compris ceux liés au gaz, l'importante chaleur rayonnante de l'incendie a rapidement propagé le feu sur l'ensemble de la surface du dirigeable, expliquant ainsi apparemment la propagation vers le bas des flammes.
Les sceptiques quant à l'hypothèse de la peinture incendiaire citent des articles techniques récents qui affirment que même si le dirigeable avait été recouvert de véritable carburant, il aurait fallu plusieurs heures pour qu'il se consume intégralement alors qu'il aura fallu entre 32 et 37 secondes seulement pour le Hindenburg.
Les expériences modernes qui ont recréé le tissu et les matériaux de revêtement du Hindenburg semblent discréditer la théorie du revêtement incendiaire. Ils concluent qu'il aurait fallu approximativement 40 heures pour que le dirigeable se consume si l'incendie avait été alimenté par un tissu. Cependant, le spécial MythBusters Hindenburg semblait indiquer que même si l'hydrogène était la force motrice dominante, le dopage du tissu en combustion était important avec des différences dans la façon dont chacun brûlait visibles dans les images originales.
La preuve contre l'hypothèse du tissu se trouve dans les photographies de l'accident ainsi que dans les nombreux dirigeables qui n'étaient pas dopés à la poudre d'aluminium et qui ont également explosé violemment. Lorsqu’une seule cellule de gaz explose, elle crée une onde de choc et une chaleur importante. L'onde de choc a tendance à déchirer les cellules à proximité qui explosent également. Lors de la catastrophe d'Ahlhorn le 5 janvier 1918, les explosions de dirigeables dans un hangar provoquèrent les explosions d'autres dans trois hangars proches, détruisant les cinq Zeppelins de la base.
La perte de portance à l'arrière a provoqué un brusque soulèvement du dirigeable et la rupture de l'arrière en deux, à ce moment-là la propagation du feu se déroulait le long de la passerelle axiale qui agissait comme une sorte de cheminée, conduisant le feu à s'échapper par le nez lorsque la poupe du dirigeable a touché le sol.